# 宋丹丹
宋丹丹（1960年8月25日—），北京人，祖籍山东烟台，中国女演员，参加了大量喜剧小品和影视剧作品演出和创作。她的主要演出作品包括，小品《懒汉相亲》、《超生游击队》、《手拉手》、《昨天 今天 明天》、《钟点工》等；电影《男妇女主任》、《十面埋伏》；电视剧《我爱我家》、《爱你没商量》、《家有儿女》等；话剧《回归》、《万家灯火》。

## 背景
宋丹丹的祖父宋仁昌，山东蓬莱人，民国时闯关东到了大连，开了一家面粉厂。宋丹丹曾在博客說過自己小時候有黃頭髮，可能是宋朝開封猶太人的後裔。
宋丹丹的父亲宋汎，原名宋明东，出生于山东蓬莱，作家。15岁时曾在大连上学，后辗转来到北京。著有散文小说集《冰冷的月亮》，儿童文学小说集《一个留级生的故事》、《永路和他的小叫驴》、《弟弟的秘密》、《小燕儿》，选集《宋汎儿童小说选》等。曾任北京市文联党组书记，副主席。
宋丹丹长兄宋北杉，曾任山西省副省长，现任全国工商联副主席。

## 演藝經歷
宋丹丹1960年出生在北京一个普通知识分子家庭，1981年考入北京人民艺术剧院演员训练班，1983年留任成为演员。1986年主演电影《月牙儿》荣获第41届萨莱诺国际电影节意大利银质奖。1985年因在电视剧《寻找回来的世界》中，饰演宋小丽，而获大众电视飞天奖“最佳女配角奖”。
1989年，宋丹丹首登中国中央电视台春节联欢晚会，参与小品《懒汉相亲》，继而在1990年的央视元旦晚会上和黄宏出演小品《超生游击队》，开启小品生涯。她此后和黄宏、赵本山多次合作春晚小品，广受欢迎。1994年，宋丹丹主演了中国第一部情景喜剧《我爱我家》。其他电视剧代表组有《家有儿女》，《马文的战争》，《李春天的春天》，《家的N次方》，《金太狼的幸福生活》，《亲爱的她们》等，并凭《马文的战争》和《金太狼的幸福生活》两度获得上海电视节白玉兰奖最佳女演员奖。
2020年8月，宋丹丹从北京人艺退休，成为返聘艺术家。

## 個人生活
1979年，高考恢復兩年後，籃球運動員袁鋼到宋丹丹高中班級插班補習，成為宋丹丹初戀，兩人交往5年後，因男方出国留学分手。24歲的她为摆脱情伤，同年闪电结婚，但第一段婚姻只维持一年；离婚后，第一任丈夫对她说：“将来如果你有名了，在任何场合、任何情况下，永远别提我的名字。”其後，她與英達相識于话剧《纵火犯》，英达任副导演，宋丹丹演配角。1989年，兩人结婚，婚后育有一子英如镔（艺名：巴图），两人被視为“模范夫妻”。1997年，宋丹丹「有了十年婚姻中的唯一的一次婚外情」，維持一個月，但她因此告訴英達："我有外遇了，咱们离婚吧。"兩人在1997年1月2日离婚。同年，宋丹丹在苏小明与张暴默等人的撮合下相亲成功，28天后，她在1997年8月25日自己生日当天，嫁给現任丈夫赵玉吉。宋丹丹三婚後的继女是凭电影《无依之地》夺得金球奖最佳导演奖及奥斯卡最佳导演奖的赵婷，也是漫威电影《永恒族》的导演。
2011年8月2日，一位网友在微博中发文称，“看北京台英达带他小儿子来做节目，那骄傲的呀，真看不下去了，果断换台，前几天宋丹丹刚带巴图来为李春天宣传，这英达就带他儿子来了，打擂台么这是？整的巴图跟不是他儿子似的。”宋丹丹转发该网友，并写道：“男人可以离婚、可以重组家庭、可以爱现妻和儿子、可以携子在媒体前秀父爱，称自己‘司机保姆厨师教练’四栖老爸，但不可以对以前的孩子在7岁时他求你带他出去玩一次你都不理。”她还曝巴图11岁时找英达要电话遭到了拒绝，称父子俩14年来形同陌路。宋丹丹最后斥责对方伤害了巴图，骂对方“不是人”。并写给巴图道：你已经长大了，请原谅妈妈今天的冲动！

## 作品

### 话剧
| 年     | 剧名         | 角色 | 备注       |
| ------ | ------------ | ---- | ---------- |
| 1984年 | 《红白喜事》 | 灵芝 |            |
| 1993年 | 《回归》     |      | 获“梅花奖” |
| 2003年 | 《万家灯火》 |      |            |

### 小品
| 年     | 剧名                 | 角色 | 备注 |
| ------ | -------------------- | ---- | ---- |
| 1989年 | 《懒汉相亲》         |      |      |
| 1990年 | 《超生游击队》       |      |      |
| 1991年 | 《手拉手》           |      |      |
| 1991年 | 《小保姆与小木匠》   |      |      |
| 1992年 | 《秧歌情》           |      |      |
| 1992年 | 《婚礼》             |      |      |
| 1998年 | 《回家》             |      |      |
| 1999年 | 《昨天、今天、明天》 | 白云 |      |
| 2000年 | 《钟点工》           |      |      |
| 2006年 | 《说事儿》           | 白云 |      |
| 2007年 | 《策划》             | 白云 |      |
| 2008年 | 《火炬手》           | 白云 |      |

### 电影
| 年     | 片名           | 角色                 | 备注 |
| ------ | -------------- | -------------------- | ---- |
| 1985年 | 《月牙儿》     | 月蓉                 |      |
| 1986年 | 《傻冒经理》   |                      |      |
| 1992年 | 《四十不惑》   |                      |      |
| 1997年 | 《红西服》     | 齐红光               |      |
| 1998年 | 《男妇女主任》 |                      |      |
| 2000年 | 《考试一家亲》 |                      |      |
| 2004年 | 《十面埋伏》   | 老鸨                 |      |
| 2007年 | 《落葉歸根》   | 無家可歸的中年婦女   |      |
| 2013年 | 《私人订制》   | 丹姐（河道清潔工人） |      |
| 2015年 | 《女神跟我走》 |                      |      |

### 电视剧
| 年     | 剧名                       | 角色     | 备注                   |
| ------ | -------------------------- | -------- | ---------------------- |
| 1985年 | 《寻找回来的世界》         | 宋小丽   | 获飞天奖“最佳女配角奖” |
| 1989年 | 《好男好女》               |          |                        |
| 1992年 | 《爱你没商量》             | 周华     |                        |
| 1993年 | 《我爱我家》               | 和平     |                        |
| 1994年 | 《我爱我家续集》           | 和平     |                        |
| 2001年 | 《絕色雙嬌》               | 劉金花   | 戲劇原名：《偷龍轉鳳》 |
| 2002年 | 《我爱我车》               |          |                        |
| 2002年 | 《无敌县令》               | 俞慧心   |                        |
| 2003年 | 《家和万事兴之善意的谎言》 |          |                        |
| 2003年 | 《家和万事兴之我的新郎》   | 宋翠芬   |                        |
| 2003年 | 《家和万事兴之我爱我车》   |          |                        |
| 2003年 | 《心语者》                 |          |                        |
| 2003年 | 《欢喜冤家》               |          |                        |
| 2004年 | 《家有儿女》               | 刘梅     |                        |
| 2004年 | 《空房子》                 | 杨红英   |                        |
| 2005年 | 《家有儿女第二部》         | 刘梅     |                        |
| 2007年 | 《家有儿女第三部》         | 刘梅     |                        |
| 2007年 | 《家有儿女第四部》         | 刘梅     |                        |
| 2008年 | 《马文的战争》             |          |                        |
| 2009年 | 《相伴》                   |          |                        |
| 2009年 | 《圆圆的故事》             |          |                        |
| 2010年 | 《家的N次方》              | 文楠     |                        |
| 2010年 | 《老牛家的战争》           |          |                        |
| 2010年 | 《把日子过好》             |          |                        |
| 2010年 | 《李春天的春天》           | 李春天   |                        |
| 2012年 | 《林师傅在首尔》           | 于佳宁母亲 |                        |
| 2012年 | 《金太狼的幸福生活》       | 王淑华   |                        |
| 2013年 | 《妈妈的花样年华》         | 文英合   |                        |
| 2013年 | 《老米家的婚事》           | 吴琼花   |                        |
| 2014年 | 《美丽的契约》             | 花美丽   |                        |
| 2014年 | 《我的儿子是奇葩》         | 吕跃     |                        |
| 2014年 | 《幸福请你等等我》         | 王彩虹   |                        |
| 2015年 | 《爱情碟中谍》             | 俊母     |                        |
| 2016年 | 《我的岳父会武术》         | 马玉茹   |                        |
| 2017年 | 《亲爱的她们》             | 马卫华   |                        |
| 2018年 | 《美好生活》               | 刀美兰   |                        |
| 2020年 | 《新世界》                 | 宋觀望   |                        |
| 2020年 | 《装台》                   | 丹丹     |                        |
| 2021年 | 《北轍南轅》               | 花姐     | 網絡劇，客串           |
| 2021年 | 《对你的爱很美》           | 罗姥姥   |                        |
| 2023年 | 《熟年》                   | 吴二琥   | 改編自80後作家伊北小說 |

## 获奖与提名
| 年份   | 頒獎典禮               | 獎項       | 作品                 | 結果 |
| ------ | ---------------------- | ---------- | -------------------- | ---- |
| 1985年 | 第八届全国电视剧飞天奖 | 最佳女配角 | 《寻找回来的世界》   | 獲獎 |
| 1993年 | 第九届中国戏剧梅花奖   | 最佳女演员 | 《回归》             | 獲獎 |
| 1998年 | 第八届上海影评人奖     | 最佳女演员 | 《红西服》           | 獲獎 |
| 2004年 | 第五届中国话剧金狮奖   | 最佳演员   | 《万家灯火》         | 獲獎 |
| 2009年 | 第15届上海国际电视节   | 最佳女演员 | 《马文的战争》       | 獲獎 |
| 2009年 | 第27届全国电视剧飞天奖 | 优秀女演员 | 《马文的战争》       | 提名 |
| 2013年 | 第19届上海国际电视节   | 最佳女演员 | 《金太狼的幸福生活》 | 獲獎 |

## 書籍
- 出版年份：2007年，《幸福深处》，出版社： 长江文艺出版社，作者：宋丹丹 ，ISBN 9787535434456。